# Saison 2013-2014 du Club athlétique Brive Corrèze Limousin
Cette page présente la saison 2013-2014 du Club athlétique Brive Corrèze Limousin. Le club dispute le Championnat de France de Top 14 et l'Amlin Cup, la petite coupe d'Europe.

## La saison

### Pré-saison
Du 4 au 9 août comme, lors des trois années précédentes, les joueurs du CA Brive effectuent un stage de préparation au Centre d'entraînement sportif national des 1 000 Sources de Bugeat et participent à 3 matchs amicaux. Ils rencontrent une équipe de Top 14 (Montpellier pour une défaite 31-6) et deux de Pro D2: Aurillac et La Rochelle (matchs remportés).

### Récit de la saison sportive

#### Août 2013
Le retour du CA Brive en Top 14 est marqué par un déplacement au Racing Métro 92, le 17 août 2013. La rencontre a cependant lieu au Stade Marcel-Deflandre de La Rochelle, le club francilien ayant choisi ce lieu en raison de la programmation estivale de ce match. Le CA Brive s'incline sans démériter 19-14 face aux partenaires de Jonathan Sexton. La semaine suivante, c'est le grand retour du Top 14 au Stadium, face à la dernière équipe à y avoir disputé un match dans l'élite du rugby français, l'Union Bordeaux Bègles. Celle-ci est défaite 25-12 en Corrèze. Les trois journées suivantes se déroulent en huit jours. Brive doit se déplacer chez deux ténors du Championnat, Montpellier et le RC Toulon, avant de recevoir l'Aviron bayonnais. Chez les deux premiers cités, le staff cabiste choisit de faire tourner l'effectif. Cela se solde par deux défaites : à Montpellier, les coujoux réalisent une fin de rencontre remarquable en inscrivant trois essais (défaite non bonifiée 33-24).

#### Septembre 2013
Le 4 septembre, au Stade Mayol, ils tiennent tête aux Champions d'Europe en titre une mi-temps (menés 20-12 à la pause), avant de s'effondrer et de repartir battus 62-12. Contre Bayonne en revanche, les cadres de l'équipe ayant retrouvé leurs places, c'est un succès 17-10, qui leur permet de rester invaincus à domicile. La 6e journée voit Brive ramener un bonus défensif mérité du nouveau Stade Jean-Bouin face au Stade français, avant l'obtention de la première victoire bonifiée face à l'USA Perpignan, le 21 septembre 2013 au Stadium. Lors de la 8e journée, les Brivistes réussissent le mini-exploit d'obtenir le match nul au Stade Lesdiguières face au FC Grenoble, en ayant été réduits à 14 au bout de 14 minutes à la suite du carton rouge reçu par Thomas Sanchou. À la suite de cette rencontre, le deuxième ligne Olivier Caisso se voit diagnostiquer la maladie d'Hodgkin.

#### Octobre 2013

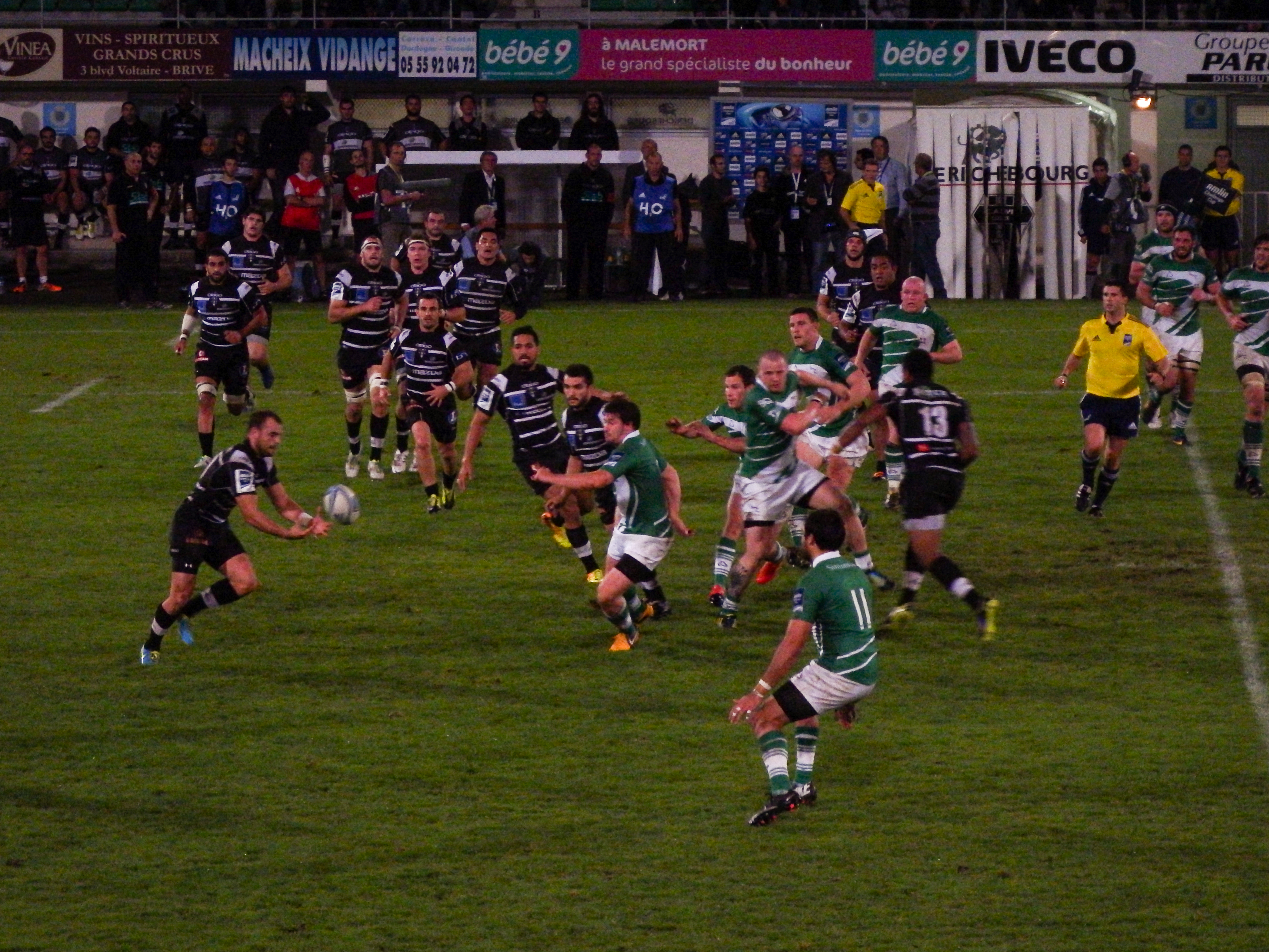
Le CA Brive l'emporte à domicile contre les Newcastle Falcons, dans le cadre du Challenge européen.

Le 5 octobre, le CA Brive livre un match référence face au champion de France en titre, le Castres olympique, qui est lourdement défait en Corrèze 34-0. Dans le sillage d'un Sisaro Koyamaibole au diapason, les rugbymen brivistes corrigent les tarnais et enthousiasment leurs supporters, au point d'offrir une ola quasi inédite au Stadium. Brive effectue son grand retour en compétition européenne le 12 octobre. Face aux Italiens de Calvisano, les Brivistes présentent une équipe rajeunie, et obtiennent le partage des points (20-20), puis viennent à bout des Newcastle Falcons. La reprise du Top 14 s'annonce musclée, avec un derby chez le voisin clermontois, puis la réception du Stade toulousain. Au Stade Marcel Michelin, Brive livre une prestation dans la lignée de son début de saison, remarquable. À un quart d'heure de la fin, les Blanc et Noir mènent 26-23, avant de s'incliner finalement 36-29. Les Corréziens obtiennent néanmoins leur premier point chez le grand rival montferrandais depuis huit ans.

#### Novembre 2013
Lors de la 11e journée, les brivistes confirment leur bon début de saison en battant le Stade toulousain 25-13. Pour la première fois depuis près de quinze ans, le Stadium est à guichets fermés. Après la trêve internationale, toutefois, les Coujoux vont connaitre des difficultés avec une défaite à domicile face au Biarritz olympique (14-9) pourtant lanterne rouge, puis une autre, sur la pelouse de l'autre promu, l'US Oyonnax (26-9).

#### Décembre 2013
Le début du mois de décembre est marqué par la double confrontation face aux Roumains de Bucarest, dans le cadre de l'Amlin Cup. Au match aller, les Limousins s'imposent 18-13 dans la capitale roumaine, puis 20-9 sur leurs terres. Le début de la phase retour voit les Coujoux concéder le match nul face au Racing Métro 92 (9-9), puis s'incliner de justesse devant Bordeaux (27-23), lors d'un retour au Stade Chaban-Delmas, sept mois après la finale d'accession remportée face aux Palois.

#### Janvier 2014
Le CA Brive commence l'année civile 2014 par une victoire sur Montpellier 15-9, après quatre matchs sans victoire. Le 9 janvier, les Brivistes remportent un match décisif en Challenge européen sur la pelouse de Newcastle (9-7). Ce match voit les débuts d'Api Naikatini (le joker médical d'Olivier Caisso) sous le maillot blanc et noir. La qualification est assurée une semaine plus tard au Stadium face aux Italiens de Calvisano (31-9). Le 25 janvier, jour du 17e anniversaire de son sacre européen, le CAB rencontre un autre champion d'Europe, en titre celui-là: le RC Toulon. Et au terme d'un match abouti disputé dans un Stadium presque comble, les Coujoux s'imposent avec autorité (23-10) sur les Varois.

#### Février 2014
Pour la 18e journée, Brive s'incline sur la pelouse de l'Aviron bayonnais, concurrent direct dans la course au maintien, après un match très âpre, avant la réception du Stade français. Les Corréziens vont réaliser une superbe performance face aux Parisiens, en s'imposant 28-6 avec le bonus offensif, obtenu après la sirène, sur une interception de Thomas Sanchou qui inscrit le troisième essai briviste. Pour le match suivant, Brive se rend à nouveau chez un mal classé, l'USA Perpignan. Comme à Bayonne, c'est un duel de buteurs, qui tourne en faveur des Catalans (12-6).

#### Mars 2014
Le 1er mars, lors de la 21e journée, le CAB poursuit sur sa lancée dans son Stadium. Il remporte un nouveau succès bonifié 31-6, face au FC Grenoble, candidat déclaré aux barrages. Après trois semaines d'interruption dues au Tournoi des 6 Nations, ce sont les retrouvailles avec le Castres olympique. Humiliés à l'aller, les Tarnais prennent une éclatante revanche et dominent à leur tour Brive 38-6. Le 28 mars, Amédée-Domenech est à nouveau le théâtre du derby du Massif Central face à l’AS Montferrand, après une saison de purgatoire. Au terme d'un match riche en rebondissements, Brive l'emporte finalement 26-24. S'il mène 20-3 à la pause, après un contre de 80 mètres conclu par Germain, le CAB souffre en seconde mi-temps, où il évolue par moments à 12, et lorsque les Auvergnats reviennent à deux longueurs après un double de Nalaga.

#### Avril 2014
Qualifiés pour les quarts de finale de Amlin Challenge Cup, les Coujous affrontent le 6 avril l'équipe de Bath, dans un remake de la finale de la H-Cup 1998. Pour l'occasion, le staff présente l'équipe qui avait décroché la qualification, considérablement rajeunie. Les brivistes ne pourront rien faire face à la supériorité des Anglais et seront défaits 39-7, avec notamment un triplé de l'ex-Cabiste Horacio Agulla. En Championnat, il reste alors trois matchs pour un Brive quasiment maintenu. Viennent les deux dernières rencontres à l'extérieur, où le CAB est le seul club à ne pas s'être imposé. Le 12 avril, sur la pelouse du Stade toulousain, Brive ramène un nouveau bonus défensif, battu in extremis 16-9. La semaine suivante, c'est un nouveau camouflet pour Brive, décidément maudit hors de ses bases. Le Biarritz olympique, après avoir gagné en Corrèze à l'aller, défait les Blanc et Noir grâce à un essai de Yann Lesgourgues en fin de match. À l'heure où le club basque boucle une saison très compliquée, Dimitri Yachvili, né et formé dans la cité gaillarde, tire sa révérence face au club de ses débuts.

#### Mai 2014
La saison 2013-2014 du CA Brive s'achève le 3 mai au Stadium, lors d'une rencontre face à l'autre promu, Oyonnax. Face à une équipe de l'Ain qui joue là sa survie, Julien Le Devedec effectue son ultime sortie sous les couleurs blanches et noires. Menant 6-3 à la pause, Brive se détache au score en seconde mi-temps grâce à un essai signé Jean-Baptiste Péjoine. Les joueurs de Christophe Urios scoreront deux fois pour s'incliner finalement 19-17. Le CA Brive termine la saison à la neuvième place, tandis qu'Oyonnax, dernier budget du Top 14, décroche son maintien dans l'élite.

## Joueurs et encadrement

### Dirigeants
- Jean-Jacques Bertrand, président
- Simon Gillham,  Max Mamers et  Christian Terrassoux, vice-présidents
- Jean-Pierre Bourliataud, Directeur Général

### Staff technique
- Nicolas Godignon, entraineur en chef
- Didier Casadeï, entraîneur des avants
- Philippe Carbonneau, entraîneur des arrières[24]
- Romain Dubois et Stéphane Polly, préparateurs physique

### Transferts d'inter-saison 2013

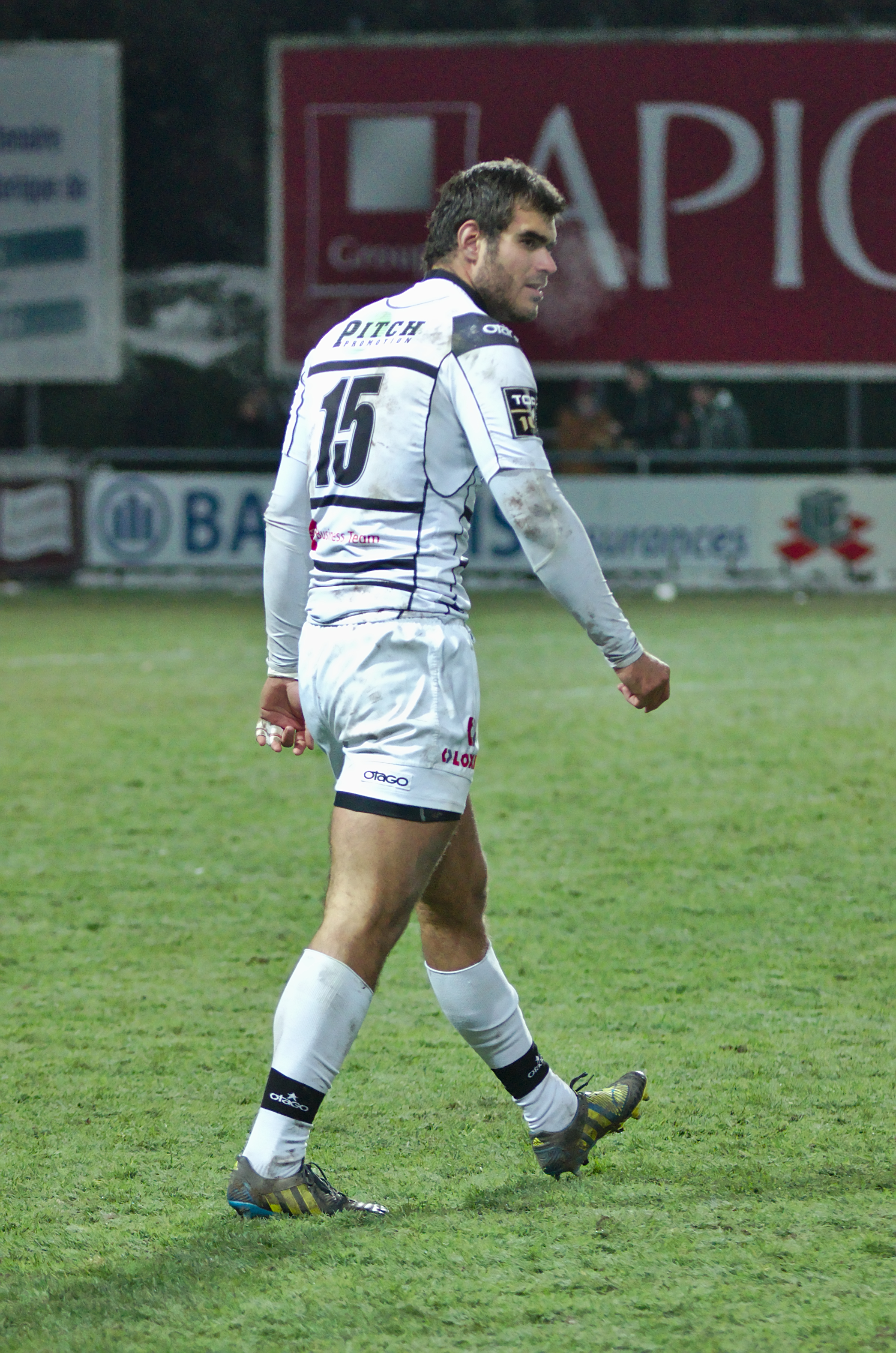
Gaëtan Germain
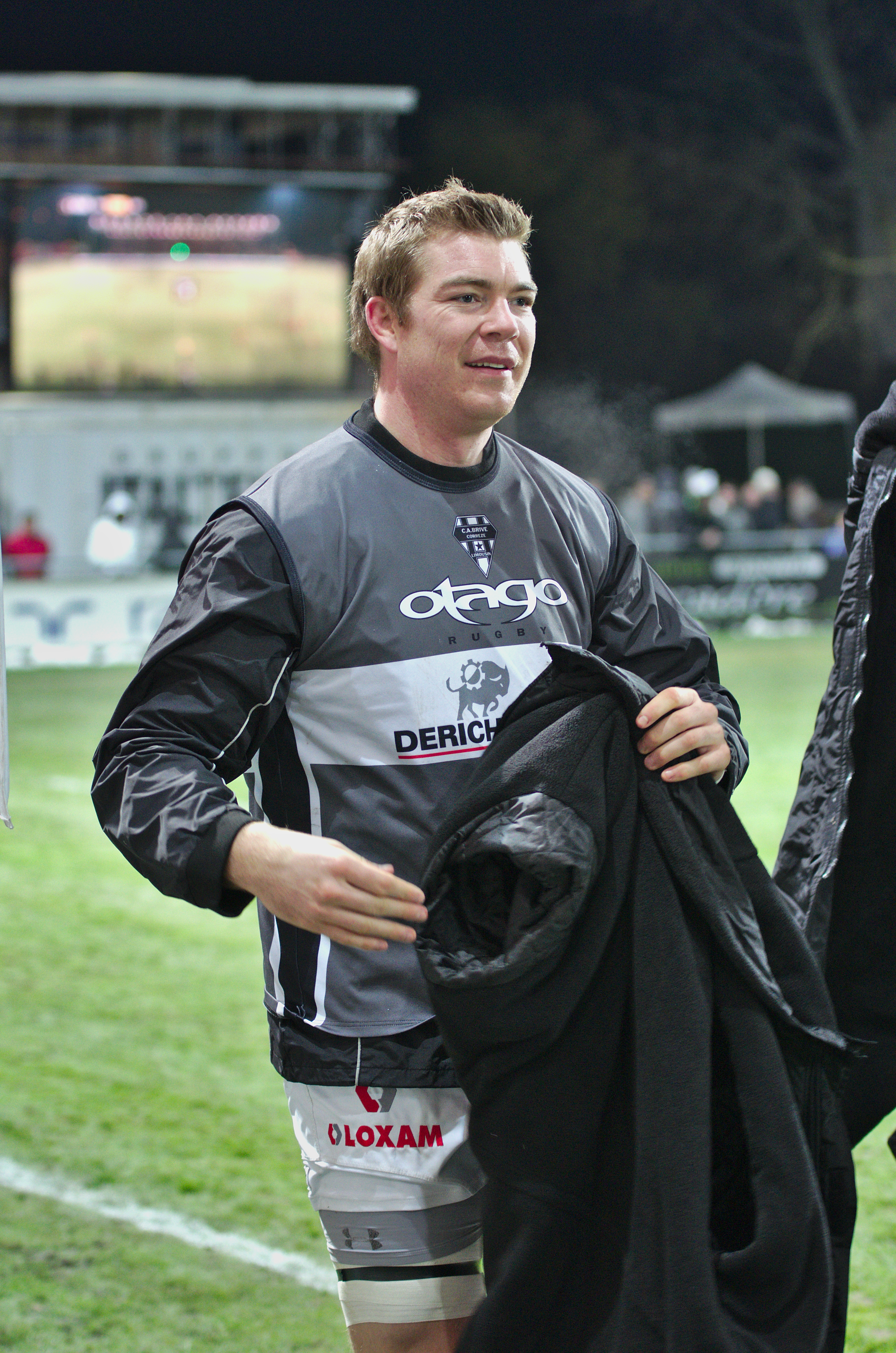
Kieran Murphy
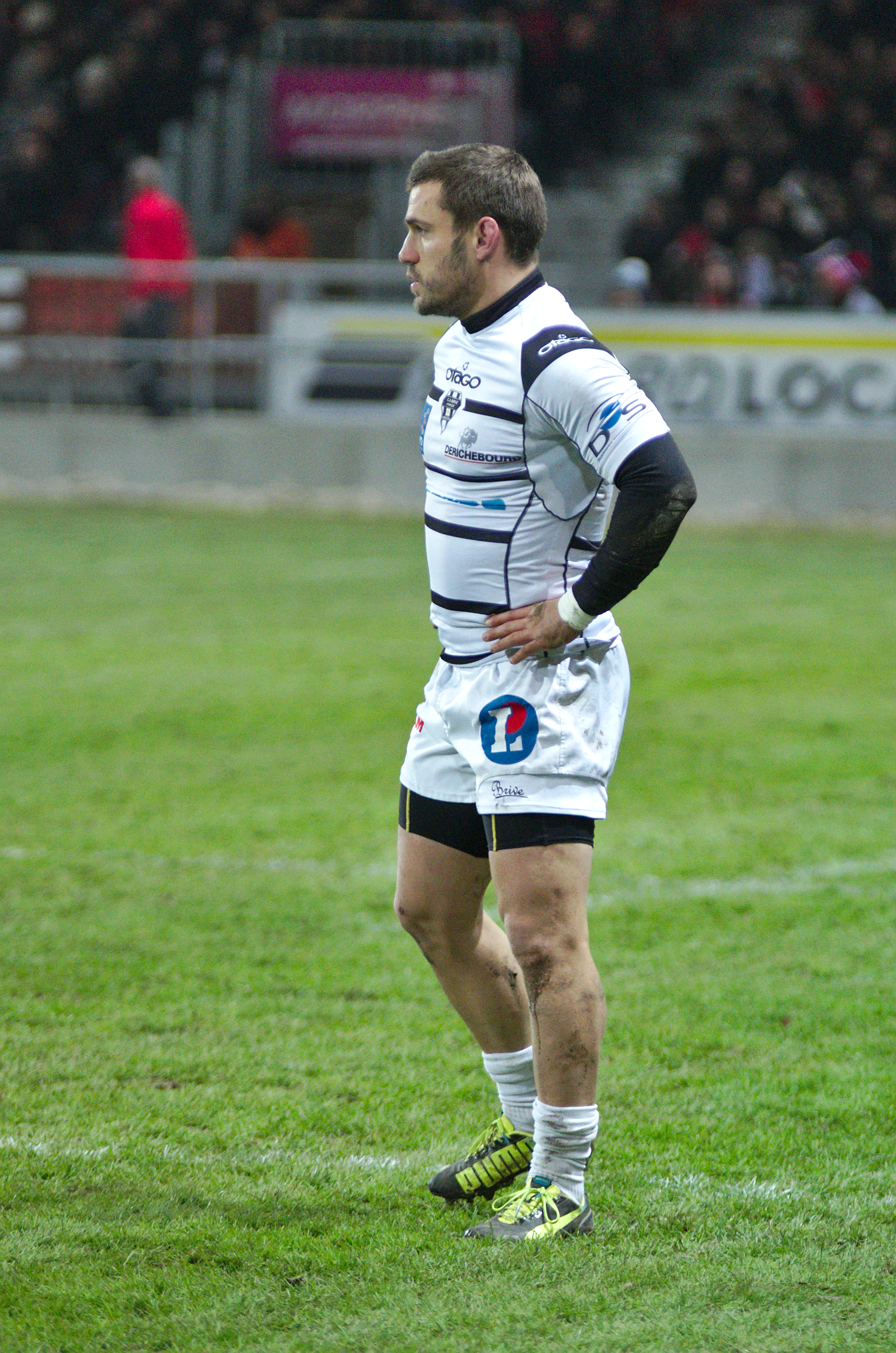
Damien Neveu
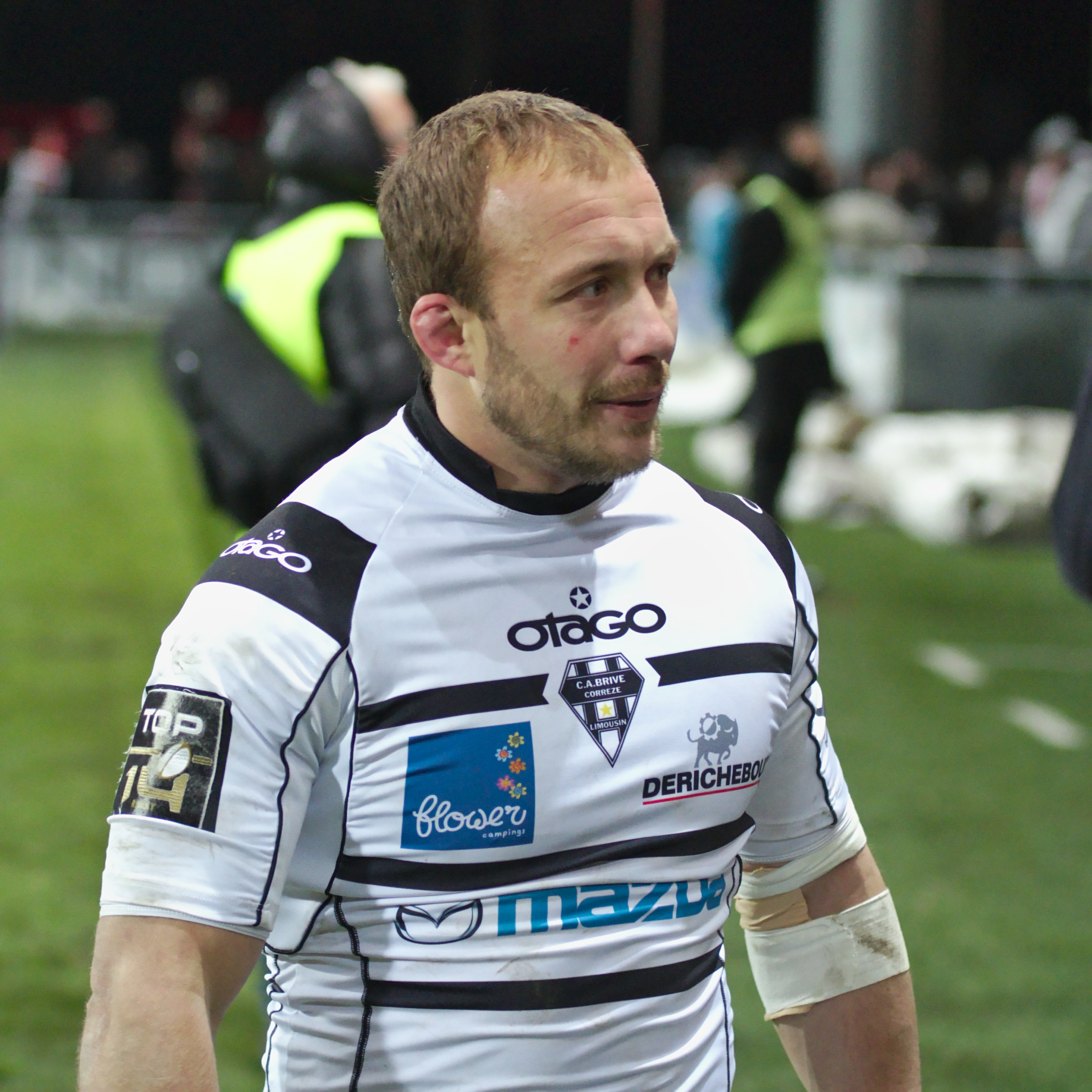
Thomas Sanchou

### Effectif 2013-2014
| Nom                   | Poste            | Naissance         | Nationalité sportive | International | Dernier club              | Arrivée au club (année) |
| --------------------- | ---------------- | ----------------- | -------------------- | ------------- | ------------------------- | ----------------------- |
| Louis Acosta          | Talonneur        | 25 mai 1991       | France               | -             | Formé au Club             | 2010                    |
| François Da Ros       | Talonneur        | 29 septembre 1983 | France               | -             | Aviron bayonnais          | 2012                    |
| Paul Henry            | Talonneur        | 19 juin 1991      | France               | -             | Formé au Club             | 2012                    |
| Guillaume Ribes       | Talonneur        | 18 novembre 1984  | France               | -             | RC Toulon                 | 2009                    |
| Karlen Asieshvili     | Pilier           | 21 avril 1987     | Géorgie              |               | Stade Aurillacois         | 2013                    |
| Patrick Barnard       | Pilier           | 3 juillet 1981    | Afrique du Sud       | -             | London Wasps              | 2009                    |
| Kevin Buys            | Pilier           | 26 avril 1986     | Afrique du Sud       | -             | Southern Kings            | 2013                    |
| Johannes Coetzee      | Pilier           | 14 mars 1988      | Namibie              | -             | Racing Métro 92           | 2012                    |
| Victor Laval          | Pilier           | 27 novembre 1989  | France               | -             | Formé au Club             | 2010                    |
| Damien Lavergne       | Pilier           | 15 décembre 1991  | France               | -             | Formé au Club             | 2012                    |
| Tamato Leupolu        | Pilier           | 7 octobre 1980    | Samoa                |               | Union Bordeaux-Bègles     | 2013                    |
| Goderdzi Shvelidze    | Pilier           | 17 avril 1978     | Géorgie              |               | Montpellier Hérault Rugby | 2012                    |
| Yusuf Tuncer          | Pilier           | 10 novembre 1993  | France               | -             | Formé au Club             | 2013                    |
| Olivier Caisso        | Deuxième ligne   | 17 décembre 1985  | France               | -             | US Colomiers              | 2011                    |
| Victor Lebas          | Deuxième ligne   | 9 juin 1993       | France               | -             | Formé au Club             | 2013                    |
| Julien Le Devedec     | Deuxième ligne   | 4 juin 1986       | France               | -             | Stade toulousain          | 2010                    |
| Arnaud Méla           | Deuxième ligne   | 19 janvier 1980   | France               |               | SC Albi                   | 2008                    |
| Apisai Naikatini      | Deuxième ligne   | 4 avril 1985      | Fidji                | -             | Toyota Verblitz           | 2013                    |
| Simon Pinet           | Deuxième ligne   | 9 août 1986       | France               | -             | Stade Aurillacois         | 2013                    |
| Tjiuee Uanivi         | Deuxième ligne   | 31 décembre 1990  | Namibie              | -             | Formé au Club             | 2013                    |
| Hugues Briatte        | Troisième ligne  | 11 mars 1990      | France               | -             | Stade français            | 2012                    |
| Petrus Hauman         | Troisième ligne  | 7 mai 1987        | Afrique du Sud       | -             | Stade Aurillacois         | 2011                    |
| Saïd Hireche          | Troisième ligne  | 27 mai 1985       | France Algérie       |               | Stade Aurillacois         | 2012                    |
| Sisa Koyamaibole      | Troisième ligne  | 6 mars 1980       | Fidji                |               | UA Libourne               | 2013                    |
| Fabien Laurent        | Troisième ligne  | 20 juillet 1984   | France               | -             | US Oyonnax                | 2013                    |
| Lucas Lyons           | Troisième ligne  | 9 avril 1993      | France               | -             | Formé au Club             | 2013                    |
| Kieran Murphy         | Troisième ligne  | 19 janvier 1988   | Pays de Galles       |               | Llanelli Scarlets         | 2013                    |
| Dominiko Waqaniburotu | Troisième ligne  | 20 avril 1986     | Fidji                |               | Waikato Chiefs            | 2012                    |
| Romain Kuziolek       | Demi de mêlée    | 3 mai 1991        | France               | -             | Formé au Club             | 2012                    |
| Damien Neveu          | Demi de mêlée    | 29 juin 1986      | France               | -             | Stade rochelais           | 2013                    |
| Jean-Baptiste Péjoine | Demi de mêlée    | 17 juillet 1980   | France               | -             | Stade bordelais           | 2001                    |
| Thomas Laranjeira     | Demi d'ouverture | 5 mai 1992        | France               | -             | Formé au club             | 2012                    |
| Anderson Neisen       | Demi d'ouverture | 3 avril 1993      | France               | -             | Formé au Club             | 2013                    |
| Romain Sola           | Demi d'ouverture | 29 octobre 1987   | France               | -             | CS Bourgoin-Jallieu       | 2012                    |
| Baptiste Delage       | 3/4 centre       | 27 août 1991      | France               | -             | Formé au Club             | 2012                    |
| Andrew Ma'ilei        | 3/4 centre       | 24 mai 1980       | Tonga                |               | Union Bordeaux-Bègles     | 2013                    |
| Arnaud Mignardi       | 3/4 centre       | 1er novembre 1986 | France               |               | Biarritz olympique        | 2011                    |
| Thomas Sanchou        | 3/4 centre       | 23 novembre 1981  | France               | -             | Castres olympique         | 2013                    |
| Riaan Swanepoel       | 3/4 centre       | 14 janvier 1986   | Afrique du Sud       | -             | ASM Clermont Auvergne     | 2011                    |
| Malakai Bakaniceva    | 3/4 aile         | 6 mai 1985        | Fidji                |               | Tarbes Pyrénées rugby     | 2012                    |
| Sevenaia Galala       | 3/4 aile         | 29 janvier 1993   | Fidji                | -             | Formé au Club             | 2011                    |
| Alfie Mafi            | 3/4 aile         | 8 juin 1988       | Tonga Australie      | -             | Western Force             | 2013                    |
| Guillaume Namy        | 3/4 aile         | 3 avril 1989      | France               | -             | Formé au Club             | 2008                    |
| Venione Voretamaya    | 3/4 aile         | 22 octobre 1990   | Fidji                | -             | SC Albi                   | 2013                    |
| Laurent Ferrères      | Arrière          | 30 août 1980      | France               | -             | Union Bordeaux Bègles     | 2012                    |
| Gaëtan Germain        | Arrière          | 2 juillet 1990    | France               | -             | Racing Metro 92           | 2013                    |
| Sadio Traoré          | Arrière          | 9 avril 1991      | France               | -             | Formé au Club             | 2013                    |

## Calendrier
| Date du match     | Domicile              | Extérieur             | Score | Lieu du match               | Catégorie                      | Classement | Diffuseur    |
| ----------------- | --------------------- | --------------------- | ----- | --------------------------- | ------------------------------ | ---------- | ------------ |
| 26 juillet 2013   | Montpellier HRC       | CA Brive              | 31-6  | Saint-Affrique              | Amical                         | -          |              |
| 2 août 2013       | Stade aurillacois     | CA Brive              | 14-20 | Stade Jean-Alric            | Amical                         | -          |              |
| 9 août 2013       | CA Brive              | Stade rochelais       | 17-7  | Stade Amédée-Domenech       | Amical                         | -          |              |
| 17 août 2013      | Racing Métro 92       | CA Brive              | 19-14 | Stade Marcel-Deflandre      | 1re journée de Top 14          | 12         | Rugby+       |
| 24 août 2013      | CA Brive              | Union Bordeaux Bègles | 25-12 | Stade Amédée-Domenech       | 2e journée de Top 14           | 4          | Canal+ Sport |
| 31 août 2013      | Montpellier HRC       | CA Brive              | 33-24 | Stade Yves-du-Manoir        | 3e journée de Top 14           | 11         | Rugby+       |
| 4 septembre 2013  | RC Toulon             | CA Brive              | 62-12 | Stade Mayol                 | 4e journée de Top 14           | 14         | Rugby+       |
| 8 septembre 2013  | CA Brive              | Aviron bayonnais      | 17-10 | Stade Amédée-Domenech       | 5e journée de Top 14           | 13         | Rugby+       |
| 14 septembre 2013 | Stade français        | CA Brive              | 25-18 | Stade Jean-Bouin            | 6e journée de Top 14           | 13         | Rugby+       |
| 21 septembre 2013 | CA Brive              | USA Perpignan         | 31-6  | Stade Amédée-Domenech       | 7e journée de Top 14           | 11         | Rugby+       |
| 28 septembre 2013 | FC Grenoble           | CA Brive              | 12-12 | Stade Lesdiguières          | 8e journée de Top 14           | 10         | Rugby+       |
| 5 octobre 2013    | CA Brive              | Castres olympique     | 34-0  | Stade Amédée-Domenech       | 9e journée de Top 14           | 9          | Rugby+       |
| 12 octobre 2013   | Rugby Calvisano       | CA Brive              | 20-20 | Peroni Stadium              | 1re journée de l'Amlin Cup     | 3          |              |
| 19 octobre 2013   | CA Brive              | Newcastle Falcons     | 23-16 | Stade Amédée-Domenech       | 2e journée de l'Amlin Cup      | 1          | France 4     |
| 26 octobre 2013   | ASM Clermont Auvergne | CA Brive              | 36-29 | Stade Marcel-Michelin       | 10e journée de Top 14          | 10         | Rugby+       |
| 2 novembre 2013   | CA Brive              | Stade toulousain      | 25-13 | Stade Amédée-Domenech       | 11e journée de Top 14          | 8          | Canal+ Sport |
| 23 novembre 2013  | CA Brive              | Biarritz olympique    | 9-14  | Stade Amédée-Domenech       | 12e journée de Top 14          | 9          | Rugby+       |
| 30 novembre 2013  | US Oyonnax            | CA Brive              | 26-9  | Stade Charles-Mathon        | 13e journée de Top 14          | 11         | Rugby+       |
| 7 décembre 2013   | Bucharest Wolves      | CA Brive              | 13-18 | Arcul de Triumph            | 3e journée de l'Amlin Cup      | 1          |              |
| 12 décembre 2013  | CA Brive              | Bucharest Wolves      | 20-9  | Stade Amédée-Domenech       | 4e journée de l'Amlin Cup      | 1          |              |
| 21 décembre 2013  | CA Brive              | Racing Métro 92       | 9-9   | Stade Amédée-Domenech       | 14e journée de Top 14          | 10         | Rugby+       |
| 29 décembre 2013  | Union Bordeaux Bègles | CA Brive              | 27-23 | Stade Jacques-Chaban-Delmas | 15e journée de Top 14          | 10         | Rugby+       |
| 4 janvier 2014    | CA Brive              | Montpellier HRC       | 15-9  | Stade Amédée-Domenech       | 16e journée de Top 14          | 10         | Canal+ Sport |
| 9 janvier 2014    | Newcastle Falcons     | CA Brive              | 7-9   | Kingston Park               | 5e journée de l'Amlin Cup      | 1          | Sky Sports   |
| 16 janvier 2014   | CA Brive              | Rugby Calvisano       | 31-9  | Stade Amédée-Domenech       | 6e journée de l'Amlin Cup      | 1          | Eurosport    |
| 25 janvier 2014   | CA Brive              | RC Toulon             | 23-10 | Stade Amédée-Domenech       | 17e journée de Top 14          | 9          | Canal+ Sport |
| 8 février 2014    | Aviron bayonnais      | CA Brive              | 9-6   | Stade Jean-Dauger           | 18e journée de Top 14          | 10         | Rugby+       |
| 15 février 2014   | CA Brive              | Stade français        | 28-12 | Stade Amédée-Domenech       | 19e journée de Top 14          | 9          | Canal+ Sport |
| 22 février 2014   | USA Perpignan         | CA Brive              | 12-6  | Stade Aimé-Giral            | 20e journée de Top 14          | 9          | Rugby+       |
| 1er mars 2014     | CA Brive              | FC Grenoble           | 31-6  | Stade Amédée-Domenech       | 21e journée de Top 14          | 8          | Rugby+       |
| 22 mars 2014      | Castres olympique     | CA Brive              | 38-6  | Stade Pierre-Antoine        | 22e journée de Top 14          | 9          | Rugby+       |
| 28 mars 2014      | CA Brive              | ASM Clermont Auvergne | 26-24 | Stade Amédée-Domenech       | 23e journée de Top 14          | 9          | Canal+ Sport |
| 6 avril 2014      | Bath                  | CA Brive              | 39-7  | The Recreation Ground       | Quart de finale de l'Amlin Cup | Éliminé    |              |
| 12 avril 2014     | Stade toulousain      | CA Brive              | 16-9  | Stade Ernest-Wallon         | 24e journée de Top 14          | 9          | Canal+ Sport |
| 19 avril 2014     | Biarritz olympique    | CA Brive              | 19-13 | Parc des sports d'Aguiléra  | 25e journée de Top 14          | 9          | Rugby+       |
| 3 mai 2014        | CA Brive              | US Oyonnax            | 19-17 | Stade Amédée-Domenech       | 26e journée de Top 14          | 9          | Canal+       |

## Statistiques et classements

### Statistiques collectives

#### Classement Top 14
| Rang | Club                  | J  | V  | N | D  | Em | Ee | Bo | Bd | Pm  | Pe  | Diff | Pts |
| ---- | --------------------- | -- | -- | - | -- | -- | -- | -- | -- | --- | --- | ---- | --- |
| 1    | RC Toulon             | 26 | 16 | 1 | 9  | 53 | 26 | 5  | 6  | 660 | 466 | +194 | 77  |
| 2    | Montpellier HR        | 26 | 15 | 1 | 10 | 57 | 41 | 7  | 7  | 670 | 525 | +145 | 76  |
| 3    | ASM Clermont          | 26 | 15 | 1 | 10 | 53 | 34 | 6  | 5  | 659 | 500 | +159 | 73  |
| 4    | Stade toulousain      | 26 | 13 | 2 | 11 | 52 | 30 | 7  | 6  | 548 | 442 | +106 | 69  |
| 5    | Racing 92             | 26 | 15 | 2 | 9  | 32 | 34 | 1  | 4  | 459 | 448 | +11  | 69  |
| 6    | Castres olympique     | 26 | 13 | 2 | 11 | 50 | 35 | 6  | 4  | 567 | 488 | +79  | 66  |
| 7    | Stade français Paris  | 26 | 14 | 1 | 11 | 46 | 46 | 3  | 4  | 529 | 496 | +33  | 65  |
| 8    | Union Bordeaux Bègles | 26 | 13 | 0 | 13 | 58 | 44 | 5  | 7  | 629 | 573 | +56  | 64  |
| 9    | CA Brive              | 26 | 11 | 2 | 13 | 32 | 35 | 4  | 9  | 473 | 476 | -3   | 61  |
| 10   | Aviron bayonnais      | 26 | 11 | 1 | 14 | 29 | 48 | 1  | 7  | 424 | 549 | -125 | 54  |
| 11   | FC Grenoble           | 26 | 11 | 2 | 13 | 32 | 52 | 1  | 4  | 465 | 625 | -160 | 53  |
| 12   | Oyonnax Rugby         | 26 | 11 | 1 | 14 | 34 | 49 | 1  | 4  | 456 | 562 | -106 | 51  |
| 13   | USA Perpignan         | 26 | 10 | 1 | 15 | 35 | 48 | 2  | 7  | 486 | 593 | -107 | 51  |
| 14   | Biarritz olympique    | 26 | 5  | 1 | 20 | 27 | 68 | 0  | 8  | 374 | 656 | -282 | 30  |

#### Classement Poule 3 de Amlin Cup
| Rang | Équipe            | J | V | N | D | Em | Ee | Bo | Bd | Pm  | Pe  | Diff | Pts |
| ---- | ----------------- | - | - | - | - | -- | -- | -- | -- | --- | --- | ---- | --- |
| 1    | CA Brive          | 6 | 5 | 1 | 0 | 11 | 6  | 1  | 0  | 121 | 74  | +47  | 23  |
| 2    | Newcastle Falcons | 6 | 4 | 0 | 2 | 15 | 5  | 2  | 2  | 126 | 69  | +57  | 20  |
| 3    | Bucureşti Oaks    | 6 | 2 | 0 | 4 | 6  | 7  | 0  | 2  | 94  | 105 | -11  | 10  |
| 4    | Rugby Calvisano   | 6 | 0 | 1 | 5 | 6  | 20 | 0  | 0  | 80  | 151 | -71  | 2   |

### Statistiques individuelles

#### Statistiques par joueur
(Tableau à jour au 10 mai 2014)
| Joueur                | Poste                    | Top 14 | Top 14 | Top 14 | Top 14 | Top 14 | Top 14 | Top 14 | Top 14 | Top 14 |     | Amlin Cup | Amlin Cup | Amlin Cup | Amlin Cup | Amlin Cup | Amlin Cup | Amlin Cup | Amlin Cup | Amlin Cup |      | Total | Total | Total | Total | Total | Total | Total | Total | Total |
| Joueur                | Poste                    | TJ     | Tit.   | Rem.   | E      | T      | P      | D      | CJ     | CR     | TJ  | Tit.      | Rem.      | E         | T         | P         | D         | CJ        | CR        | TJ        | Tit. | Rem.  | E     | T     | P     | D     | CJ    | CR    |       |       |
| --------------------- | ------------------------ | ------ | ------ | ------ | ------ | ------ | ------ | ------ | ------ | ------ | --- | --------- | --------- | --------- | --------- | --------- | --------- | --------- | --------- | --------- | ---- | ----- | ----- | ----- | ----- | ----- | ----- | ----- | ----- | ----- |
| Louis Acosta          | Talonneur                | 155    | 2      | 3      | -      | -      | -      | -      | -      | -      |     | 224       | 3         | -         | -         | -         | -         | -         | -         | -         |      | 379   | 5     | 3     | -     | -     | -     | -     | -     | -     |
| François Da Ros       | Talonneur                | 819    | 7      | 15     | 2      | -      | -      | -      | -      | -      | 212 | 3         | 2         | -         | -         | -         | -         | -         | -         | 1031      | 10   | 17    | 2     | -     | -     | -     | -     | -     |       |       |
| Paul Henry            | Talonneur                | 28     | -      | 1      | -      | -      | -      | -      | -      | -      | -   | -         | -         | -         | -         | -         | -         | -         | -         | 28        | -    | 1     | -     | -     | -     | -     | -     | -     |       |       |
| Guillaume Ribes       | Talonneur                | 1104   | 17     | 6      | 3      | -      | -      | -      | 2      | -      | 124 | 1         | 3         | -         | -         | -         | -         | -         | -         | 1228      | 18   | 9     | 3     | -     | -     | -     | 2     | -     |       |       |
| Karlen Asieshvili     | Pilier                   | 939    | 12     | 10     | 1      | -      | -      | -      | 4      | -      | -   | -         | -         | -         | -         | -         | -         | -         | -         | 939       | 12   | 10    | 1     | -     | -     | -     | 4     | -     |       |       |
| Patrick Barnard       | Pilier                   | 783    | 12     | 5      | -      | -      | -      | -      | 2      | -      | -   | -         | -         | -         | -         | -         | -         | -         | -         | 783       | 12   | 5     | -     | -     | -     | -     | 2     | -     |       |       |
| Kevin Buys            | Pilier                   | 708    | 8      | 10     | -      | -      | -      | -      | 2      | -      | 92  | 1         | 1         | -         | -         | -         | -         | -         | -         | 800       | 9    | 11    | -     | -     | -     | -     | 2     | -     |       |       |
| Johannes Coetzee      | Pilier                   | 616    | 5      | 10     | -      | -      | -      | -      | 1      | -      | 273 | 3         | 4         | -         | -         | -         | -         | -         | -         | 889       | 8    | 14    | -     | -     | -     | -     | 1     | -     |       |       |
| Victor Laval          | Pilier                   | -      | -      | -      | -      | -      | -      | -      | -      | -      | 80  | -         | 3         | -         | -         | -         | -         | -         | -         | 80        | -    | 3     | -     | -     | -     | -     | -     | -     |       |       |
| Damien Lavergne       | Pilier                   | 178    | 1      | 4      | -      | -      | -      | -      | 1      | -      | 357 | 6         | 1         | -         | -         | -         | -         | -         | -         | 535       | 7    | 5     | -     | -     | -     | -     | 1     | -     |       |       |
| Tamato Leupolu        | Pilier                   | 310    | 3      | 5      | -      | -      | -      | -      | 2      | -      | 131 | 2         | 1         | -         | -         | -         | -         | -         | -         | 441       | 5    | 6     | -     | -     | -     | -     | 2     | -     |       |       |
| Goderdzi Shvelidze    | Pilier                   | 621    | 11     | 5      | -      | -      | -      | -      | 2      | -      | 59  | -         | 3         | -         | -         | -         | -         | -         | -         | 680       | 11   | 8     | -     | -     | -     | -     | 2     | -     |       |       |
| Yusuf Tuncer          | Pilier                   | -      | -      | -      | -      | -      | -      | -      | -      | -      | 128 | 2         | 2         | -         | -         | -         | -         | -         | -         | 128       | 2    | 2     | -     | -     | -     | -     | -     | -     |       |       |
| Olivier Caisso        | Deuxième ligne           | 245    | 3      | 2      | -      | -      | -      | -      | -      | -      | -   | -         | -         | -         | -         | -         | -         | -         | -         | 245       | 3    | 2     | -     | -     | -     | -     | -     | -     |       |       |
| Victor Lebas          | Deuxième ligne           | 55     | 1      | 1      | -      | -      | -      | -      | -      | -      | 316 | 3         | 4         | 1         | -         | -         | -         | -         | -         | 371       | 4    | 5     | 1     | -     | -     | -     | -     | -     |       |       |
| Julien Le Devedec     | Deuxième ligne           | 1361   | 18     | 4      | -      | -      | -      | -      | -      | -      | 124 | 1         | 2         | -         | -         | -         | -         | -         | -         | 1485      | 19   | 6     | -     | -     | -     | -     | -     | -     |       |       |
| Arnaud Méla           | Deuxième ligne           | 1819   | 23     | 2      | 1      | -      | -      | -      | 1      | -      | -   | -         | -         | -         | -         | -         | -         | -         | -         | 1819      | 23   | 2     | 1     | -     | -     | -     | 1     | -     |       |       |
| Apisai Naikatini      | Deuxième ligne           | 49     | 1      | -      | -      | -      | -      | -      | -      | -      | 240 | 3         | -         | -         | -         | -         | -         | 1         | -         | 289       | 4    | -     | -     | -     | -     | -     | 1     | -     |       |       |
| Simon Pinet           | Deuxième ligne           | 451    | 4      | 13     | -      | -      | -      | -      | 1      | -      | 479 | 7         | -         | 1         | -         | -         | -         | 2         | -         | 930       | 11   | 13    | 1     | -     | -     | -     | 3     | -     |       |       |
| Tjiuee Uanivi         | Deuxième ligne           | 68     | 1      | 1      | -      | -      | -      | -      | -      | -      | 64  | 1         | 1         | -         | -         | -         | -         | 1         | -         | 132       | 2    | 2     | -     | -     | -     | -     | 1     | -     |       |       |
| Hugues Briatte        | Troisième ligne          | 675    | 7      | 8      | -      | -      | -      | -      | 2      | -      | 402 | 5         | 2         | -         | -         | -         | -         | 1         | -         | 1077      | 12   | 10    | -     | -     | -     | -     | 3     | -     |       |       |
| Petrus Hauman         | Troisième ligne          | 1491   | 21     | -      | -      | -      | -      | -      | 1      | -      | -   | -         | -         | -         | -         | -         | -         | -         | -         | 1491      | 21   | -     | -     | -     | -     | -     | 1     | -     |       |       |
| Saïd Hireche          | Troisième ligne          | 739    | 7      | 11     | 1      | -      | -      | -      | 1      | -      | 259 | 3         | 2         | 1         | -         | -         | -         | -         | -         | 998       | 10   | 13    | 2     | -     | -     | -     | 1     | -     |       |       |
| Sisa Koyamaibole      | Troisième ligne          | 1396   | 19     | 1      | 3      | -      | -      | -      | 1      | -      | -   | -         | -         | -         | -         | -         | -         | -         | -         | 1396      | 19   | 1     | 3     | -     | -     | -     | 1     | -     |       |       |
| Fabien Laurent        | Troisième ligne          | 64     | 1      | -      | -      | -      | -      | -      | -      | -      | 414 | 5         | 2         | -         | -         | -         | -         | 2         | -         | 478       | 6    | 2     | -     | -     | -     | -     | 2     | -     |       |       |
| Lucas Lyons           | Troisième ligne          | 7      | -      | 1      | -      | -      | -      | -      | -      | -      | 16  | -         | 1         | 1         | -         | -         | -         | -         | -         | 23        | -    | 2     | 1     | -     | -     | -     | -     | -     |       |       |
| Kieran Murphy         | Troisième ligne          | 408    | 4      | 5      | -      | -      | -      | -      | -      | -      | 486 | 7         | -         | 1         | -         | -         | -         | 2         | -         | 894       | 11   | 5     | 1     | -     | -     | -     | 2     | -     |       |       |
| Dominiko Waqaniburotu | Troisième ligne          | 1572   | 20     | -      | -      | -      | -      | -      | -      | 1      | -   | -         | -         | -         | -         | -         | -         | -         | -         | 1572      | 20   | -     | -     | -     | -     | -     | -     | 1     |       |       |
| Romain Kuziolek       | Demi de mêlée            | 80     | 1      | -      | -      | -      | -      | -      | -      | -      | 47  | -         | 3         | -         | -         | -         | -         | -         | -         | 127       | 1    | 3     | -     | -     | -     | -     | -     | -     |       |       |
| Damien Neveu          | Demi de mêlée            | 484    | 3      | 15     | -      | -      | -      | -      | -      | 1      | 371 | 5         | 1         | -         | -         | -         | -         | -         | -         | 855       | 8    | 16    | -     | -     | -     | -     | -     | 1     |       |       |
| Jean-Baptiste Péjoine | Demi de mêlée            | 1315   | 19     | 3      | 1      | -      | -      | -      | 1      | -      | -   | -         | -         | -         | -         | -         | -         | -         | -         | 1315      | 19   | 3     | 1     | -     | -     | -     | 1     | -     |       |       |
| Thomas Laranjeira     | Demi d'ouverture, centre | 879    | 10     | 9      | -      | 1      | 1      | -      | -      | -      | 500 | 6         | 1         | 1         | 7         | 15        | -         | -         | -         | 1379      | 16   | 10    | 1     | 8     | 16    | -     | -     | -     |       |       |
| Anderson Neisen       | Demi d'ouverture         | 53     | 1      | -      | -      | -      | 4      | -      | -      | -      | 222 | 1         | 5         | -         | -         | -         | -         | -         | -         | 275       | 2    | 5     | -     | -     | 4     | -     | -     | -     |       |       |
| Romain Sola           | Demi d'ouverture         | 750    | 9      | 8      | -      | -      | -      | 1      | -      | -      | 479 | 6         | 1         | -         | 3         | -         | -         | -         | -         | 1229      | 15   | 9     | -     | 3     | -     | 1     | -     | -     |       |       |
| Baptiste Delage       | Centre                   | 240    | 3      | -      | -      | -      | -      | -      | -      | -      | 467 | 6         | 1         | 1         | -         | -         | -         | -         | -         | 707       | 9    | 1     | 1     | -     | -     | -     | -     | -     |       |       |
| Andrew Ma'ilei        | Centre                   | 1074   | 16     | 3      | 2      | -      | -      | -      | 1      | -      | 126 | 1         | 2         | 1         | -         | -         | -         | -         | -         | 1200      | 17   | 5     | 3     | -     | -     | -     | 1     | -     |       |       |
| Arnaud Mignardi       | 3/4 centre               | 1615   | 21     | 1      | -      | -      | -      | -      | 1      | -      | 15  | -         | 1         | -         | -         | -         | -         | -         | -         | 1630      | 21   | 2     | -     | -     | -     | -     | 1     | -     |       |       |
| Thomas Sanchou        | Centre, demi de mêlée    | 665    | 7      | 9      | 1      | -      | -      | -      | 1      | 1      | 225 | 3         | 2         | 1         | -         | -         | -         | -         | -         | 890       | 10   | 11    | 2     | -     | -     | -     | 1     | 1     |       |       |
| Riaan Swanepoel       | Centre, demi d’ouverture | 1302   | 16     | 5      | 4      | -      | -      | 1      | -      | -      | -   | -         | -         | -         | -         | -         | -         | -         | -         | 1302      | 16   | 5     | 4     | -     | -     | 1     | -     | -     |       |       |
| Malakai Bakaniceva    | Ailier                   | 1268   | 17     | 4      | 4      | -      | -      | -      | 1      | -      | 20  | -         | 1         | -         | -         | -         | -         | -         | -         | 1288      | 17   | 5     | 4     | -     | -     | -     | 1     | -     |       |       |
| Sevenaia Galala       | 3/4 aile                 | 160    | 2      | -      | 1      | -      | -      | -      | -      | -      | 464 | 6         | 1         | -         | -         | -         | -         | -         | -         | 624       | 8    | 1     | 1     | -     | -     | -     | -     | -     |       |       |
| Alfie Mafi            | Ailier                   | 535    | 5      | 7      | 1      | -      | -      | -      | -      | -      | 380 | 5         | -         | 2         | -         | -         | -         | -         | -         | 915       | 10   | 7     | 3     | -     | -     | -     | -     | -     |       |       |
| Guillaume Namy        | Ailier                   | 1821   | 23     | -      | 2      | -      | -      | -      | -      | -      | -   | -         | -         | -         | -         | -         | -         | -         | -         | 1821      | 23   | -     | 2     | -     | -     | -     | -     | -     |       |       |
| Venione Voretamaya    | Ailier                   | 229    | 3      | 1      | 1      | -      | -      | -      | 1      | -      | 220 | 4         | -         | 1         | -         | -         | -         | -         | -         | 449       | 7    | 1     | 2     | -     | -     | -     | 1     | -     |       |       |
| Laurent Ferrères      | Arrière                  | 197    | 2      | 4      | 1      | -      | 1      | 1      | -      | -      | 384 | 6         | -         | -         | -         | -         | 1         | -         | -         | 583       | 8    | 5     | 1     | -     | 1     | 2     | -     | -     |       |       |
| Gaëtan Germain        | Arrière                  | 1891   | 24     | 1      | 3      | 25     | 78     | -      | -      | -      | -   | -         | -         | -         | -         | -         | -         | -         | -         | 1891      | 24   | 1     | 3     | 25    | 78    | -     | -     | -     |       |       |
| Sadio Traoré          | Arrière                  | 6      | -      | 1      | -      | -      | -      | -      | -      | -      | -   | -         | -         | -         | -         | -         | -         | -         | -         | 6         | -    | 1     | -     | -     | -     | -     | -     | -     |       |       |

#### Statistiques par réalisateur
Classement des meilleurs réalisateurs en Top 14
| Rang | Joueur             | Poste            | Points | Essais | Transf. | Pén. | Drops |
| ---- | ------------------ | ---------------- | ------ | ------ | ------- | ---- | ----- |
| 1    | Gaëtan Germain     | Arrière          | 299    | 3      | 25      | 78   | -     |
| 2    | Riaan Swanepoel    | Centre           | 23     | 4      | -       | -    | 1     |
| 3    | Malakai Bakaniceva | Ailier           | 20     | 4      | -       | -    | -     |
| 4    | Sisa Koyamaibole   | Troisième ligne  | 15     | 3      | -       | -    | -     |
| -    | Guillaume Ribes    | Talonneur        | 15     | 3      | -       | -    | -     |
| 6    | Anderson Neisen    | Demi d'ouverture | 12     | -      | -       | 4    | -     |
| 7    | Laurent Ferrères   | Arrière          | 11     | 1      | -       | 1    | 1     |

Classement des meilleurs réalisateurs en Amlin Challenge Cup
| Rang | Joueur             | Poste            | Points | Essais | Transf. | Pén. | Drops |
| ---- | ------------------ | ---------------- | ------ | ------ | ------- | ---- | ----- |
| 1    | Thomas Laranjeira  | Centre           | 64     | 1      | 7       | 15   | -     |
| 2    | Alfie Mafi         | Ailier           | 10     | 2      | -       | -    | -     |
| 3    | Romain Sola        | Demi d'ouverture | 6      | -      | 3       | -    | -     |
| 4    | Lucas Lyons        | Troisième ligne  | 5      | 1      | -       | -    | -     |
| -    | Venione Voretamaya | Ailier           | 5      | 1      | -       | -    | -     |
| -    | Simon Pinet        | Deuxième ligne   | 5      | 1      | -       | -    | -     |

#### Statistiques par marqueur
| Rang  | Joueur                | Poste                    | Top 14    | Amlin Cup | TOTAL     |
| ----- | --------------------- | ------------------------ | --------- | --------- | --------- |
| 1     | Riaan Swanepoel       | Centre, Demi d'ouverture | 4         | -         | 4 essais  |
| 1     | Malakai Bakaniceva    | Ailier                   | 4         | -         | 4 essais  |
| 3     | Sisa Koyamaibole      | Troisième ligne          | 3         | -         | 3 essais  |
| 3     | Guillaume Ribes       | Talonneur                | 3         | -         | 3 essais  |
| 3     | Gaëtan Germain        | Arrière                  | 3         | -         | 3 essais  |
| 3     | Andrew Ma'ilei        | Centre                   | 2         | 1         | 3 essais  |
| 3     | Alfie Mafi            | Ailier                   | 1         | 2         | 3 essais  |
| 8     | Guillaume Namy        | Ailier                   | 2         | -         | 2 essais  |
| 8     | François Da Ros       | Talonneur                | 2         | -         | 2 essais  |
| 8     | Venione Voretamaya    | Ailier                   | 1         | 1         | 2 essais  |
| 8     | Saïd Hireche          | Troisième ligne          | 1         | 1         | 2 essais  |
| 8     | Thomas Sanchou        | Centre                   | 1         | 1         | 2 essais  |
| 13    | Karlen Asieshvili     | Pilier                   | 1         | -         | 1 essai   |
| 13    | Laurent Ferrères      | Arrière                  | 1         | -         | 1 essai   |
| 13    | Arnaud Méla           | Deuxième ligne           | 1         | -         | 1 essai   |
| 13    | Sevenaia Galala       | Ailier                   | 1         | -         | 1 essai   |
| 13    | Jean-Baptiste Péjoine | Demi de mêlée            | 1         | -         | 1 essai   |
| 13    | Thomas Laranjeira     | Centre                   | -         | 1         | 1 essai   |
| 13    | Lucas Lyons           | Troisième ligne          | -         | 1         | 1 essai   |
| 13    | Simon Pinet           | Deuxième ligne           | -         | 1         | 1 essai   |
| 13    | Victor Lebas          | Deuxième ligne           | -         | 1         | 1 essai   |
| 13    | Baptiste Delage       | Centre                   | -         | 1         | 1 essai   |
| 13    | Kieran Murphy         | Centre                   | -         | 1         | 1 essai   |
| #     | essai de pénalité     | -                        | -         | -         | -         |
| Total | -                     | 23 marqueurs             | 32 essais | 12 essais | 44 essais |

### Joueurs en sélections internationales
| Joueur                | Poste           | Pays    | Compétition                      | Sélections (points) |
| --------------------- | --------------- | ------- | -------------------------------- | ------------------- |
| Sisa Koyamaibole      | Troisième ligne | Fidji   | Tests Match                      | 2(0)                |
| Dominiko Waqaniburotu | Troisième ligne | Fidji   | Tests Match, Pacific Cup         | 5(0)                |
| Malakai Bakaniceva    | Ailier          | Fidji   | Tests Match                      | 1(0)                |
| Karlen Asieshvili     | Pilier          | Géorgie | Championnat européen des nations | 1(0)                |

### Affluences
Lors de la saison 2013-2014, qui voit le CA Brive retrouver sa place parmi l'élite, les affluences au Stade Amédée-Domenech remontent. Plusieurs matches se déroulent à guichets fermés, notamment la rencontre face au Stade toulousain. En Top 14, l'affluence totale du club s'élève à 145 773 spectateurs, pour une moyenne de 11 213 spectateurs par match. Il s'agit de la 11e affluence du Top 14.
Affluence du CA Brive à domicile.

## Feuilles de matchs
1. ↑  « Feuille de match Racing Métro 92 – CA Brive », sur lnr.fr (consulté le 26 août 2013).
2. ↑  « Feuille de match CA Brive – Union Bordeaux Bègles », sur lnr.fr (consulté le 29 août 2013).
3. ↑  « Feuille de match Montpellier HRC – CA Brive », sur lnr.fr (consulté le 3 septembre 2013).
4. ↑  « Feuille de match RC Toulon – CA Brive », sur lnr.fr (consulté le 4 septembre 2013).
5. ↑  « Feuille de match CA Brive – Aviron bayonnais », sur lnr.fr (consulté le 10 septembre 2013).
6. ↑  « Feuille de match Stade français – CA Brive », sur lnr.fr (consulté le 17 septembre 2013).
7. ↑  « Feuille de match CA Brive – USA Perpignan », sur lnr.fr (consulté le 22 septembre 2013).
8. ↑  « Feuille de match FC Grenoble – CA Brive », sur lnr.fr (consulté le 30 septembre 2013).
9. ↑  « Feuille de match CA Brive – Castres olympique », sur lnr.fr (consulté le 10 octobre 2013).
10. ↑  « Feuille de match Calvisano - CA Brive », sur ercrugby.com (consulté le 13 octobre 2013).
11. ↑  « Feuille de match CA Brive - Newcastle Falcons », sur ercrugby.com (consulté le 23 octobre 2013).
12. ↑  « Feuille de match ASM Clermont – CA Brive », sur lnr.fr (consulté le 28 octobre 2013).
13. ↑  « Feuille de match CA Brive – Stade toulousain », sur lnr.fr (consulté le 3 novembre 2013).
14. ↑  « Feuille de match CA Brive – Biarritz olympique », sur lnr.fr (consulté le 23 novembre 2013).
15. ↑  « Feuille de match US Oyonnax – CA Brive », sur lnr.fr (consulté le 30 novembre 2013).
16. ↑  « Feuille de match Bucharest Wolves - CA Brive », sur ercrugby.com (consulté le 7 décembre 2013).
17. ↑  « Feuille de match CA Brive - Bucharest Wolves », sur ercrugby.com (consulté le 12 décembre 2013).
18. ↑  « Feuille de match CA Brive – Racing Métro 92 », sur lnr.fr (consulté le 21 décembre 2013).
19. ↑  « Feuille de match Union Bordeaux Bègles – CA Brive », sur lnr.fr (consulté le 29 décembre 2013).
20. ↑  « Feuille de match CA Brive – Montpellier HRC », sur lnr.fr (consulté le 4 janvier 2014).
21. ↑  « Feuille de match Newcastle Falcons - CA Brive », sur ercrugby.com (consulté le 10 janvier 2014).
22. ↑  « Feuille de match CA Brive - Calvisano », sur ercrugby.com (consulté le 12 décembre 2013).
23. ↑  « Feuille de match CA Brive – RC Toulon », sur lnr.fr (consulté le 26 janvier 2014).
24. ↑  « Feuille de match Aviron bayonnais – CA Brive », sur lnr.fr (consulté le 8 février 2014).
25. ↑  « Feuille de match CA Brive – Stade français », sur lnr.fr (consulté le 16 février 2014).
26. ↑  « Feuille de match USA Perpignan – CA Brive », sur lnr.fr (consulté le 16 février 2014).
27. ↑  « Feuille de match CA Brive – FC Grenoble », sur lnr.fr (consulté le 1er mars 2014).
28. ↑  « Feuille de match Castres olympique – CA Brive », sur lnr.fr (consulté le 23 mars 2014).
29. ↑  « Feuille de match CA Brive – ASM Clermont », sur lnr.fr (consulté le 25 mars 2014).
30. ↑  « Feuille de match Bath - CA Brive », sur ercrugby.com (consulté le 6 avril 2014).
31. ↑  « Feuille de match Stade toulousain – CA Brive », sur lnr.fr (consulté le 10 avril 2014).
32. ↑  « Feuille de match Biarritz olympique – CA Brive », sur lnr.fr.
33. ↑  « Feuille de match CA Brive– US Oyonnax », sur lnr.fr.